# Korpilombolo
Korpilombolo – miejscowość (tätort) w Szwecji, w regionie administracyjnym (län) Norrbotten, w gminie Pajala.
Według danych Szwedzkiego Urzędu Statystycznego liczba ludności wyniosła: 539 (31 grudnia 2015), 521 (31 grudnia 2018) i 518 (31 grudnia 2019).